# Yariguies (lud)
Yariguies – lud zamieszkujący dawniej dzisiejsze tereny puszczy kolumbijskiej. Legenda głosi, że lud Yariguies popełnił zbiorowe samobójstwo po to, by nie wpaść w hiszpańską niewolę. Obecnie jest to lud uznany za wymarły.